# Scream (álbum de Chris Cornell)
Scream es el tercer álbum solista del músico estadounidense Chris Cornell. Fue lanzado al mercado el 10 de marzo de 2009, marca un cambio total con respecto a los anteriores trabajos discográficos de Cornell, con la exclusión masiva de guitarras y elementos roqueros que fueron reemplazados por el productor Timbaland por sonidos electrónicos. El álbum fue promocionado con el lanzamiento de cinco sencillos digitales y tres videos musicales, y fue recibido con críticas muy dispares.

## Lista de canciones
| #  | Canción                 | Duración |
| -- | ----------------------- | -------- |
| 01 | "Part of Me"            | 5:14     |
| 02 | "Time"                  | 4:39     |
| 03 | "Sweet Revenge"         | 4:10     |
| 04 | "Get Up"                | 3:35     |
| 05 | "Ground Zero"           | 3:09     |
| 06 | "Never Far Away"        | 5:06     |
| 07 | "Take Me Alive"         | 4:36     |
| 08 | "Long Gone"             | 5:15     |
| 09 | "Scream"                | 6:14     |
| 10 | "Enemy"                 | 4:35     |
| 11 | "Other Side of Town"    | 4:48     |
| 12 | "Climbing Up the Walls" | 4:48     |
| 13 | "Watch Out"             | 4:02     |
| 14 | "Two Drink Minimum"     | 3:03     |

- Datos: Q1754281